# Orthiopteris henriettae
Orthiopteris henriettae là một loài thực vật có mạch trong họ Dennstaedtiaceae. Loài này được (Baker) Copel. miêu tả khoa học đầu tiên năm 1947.